# Rejon zaczepyliwski
Rejon zaczepyliwski (ukr. Зачепилівський район) – dawna jednostka administracyjna wchodząca w skład obwodu charkowskiego Ukrainy.
Utworzony w 1966, miał powierzchnię 794 km² i liczył 18 tysięcy mieszkańców. Siedzibą władz rejonowych byłaZaczepyliwka.
Na terenie rejonu znajdowały się 1 osiedlowa rada i 9 silskich rad, liczących w sumie 37 wsi.
Zlikwidowany 19 lipca 2020 roku w ramach reformy administracyjnej. Jego ziemie weszły w skład nowego rejonu berestyńskiego (do 2024 roku zwanego krasnohradzkim).